# 川口町指定文化財一覧
川口町指定文化財一覧（かわぐちまちしていぶんかざいいちらん）は、新潟県北魚沼郡川口町の町指定文化財の一覧。なお、川口町は2010年3月31日に長岡市に編入合併し、同町指定文化財は長岡市指定文化財に引き継がれている。

## 川口町指定文化財一覧
- 貞享2年川口組大絵図（平成3年指定）
- 石川雲蝶の欄間（平成3年指定）
- 木造地蔵菩薩坐像（昭和53年指定）
- 小高棒踊り（昭和54年指定）
- 和南津花笠甚句（昭和58年指定）
- 御本陣入口の遺構（昭和50年指定）
- 西倉遺跡（平成3年指定）